# Geron juxtus
Geron juxtus är en tvåvingeart som beskrevs av Wray Merrill Bowden 1974. Geron juxtus ingår i släktet Geron och familjen svävflugor.
Artens utbredningsområde är Kenya. Inga underarter finns listade i Catalogue of Life.